# Ommatius infractus
Ommatius infractus är en tvåvingeart som beskrevs av Scarbrough 1985. Ommatius infractus ingår i släktet Ommatius och familjen rovflugor. Inga underarter finns listade i Catalogue of Life.